# Seminyak
Seminyak è la zona più moderna di Bali, in Indonesia, a nord di Kuta; in origine il sobborgo verde di Kuta ora è uno dei principali luoghi di villeggiatura dell'isola.

## Turismo
Seminyak gode di un clima mite di 27 °C ventilati da una dolce brezza marina per tutti i mesi dell'anno, con un sensibile aumento delle precipitazioni tra novembre e febbraio.
Seminyak è il centro nevralgico della vita notturna e dello shopping sull'isola di Bali con la più alta concentrazione di ristoranti e negozi di qualità dell'intera isola. A nord troviamo i resort più lussuosi dell'isola, e anche i ristoranti più gettonati.
Dal 1990 Seminyak si è imposta sulla scena mondiale come sede delle case fra le più belle del mondo, ritratte sulle migliori pubblicazioni mondiali di architettura.

## Galleria d'immagini

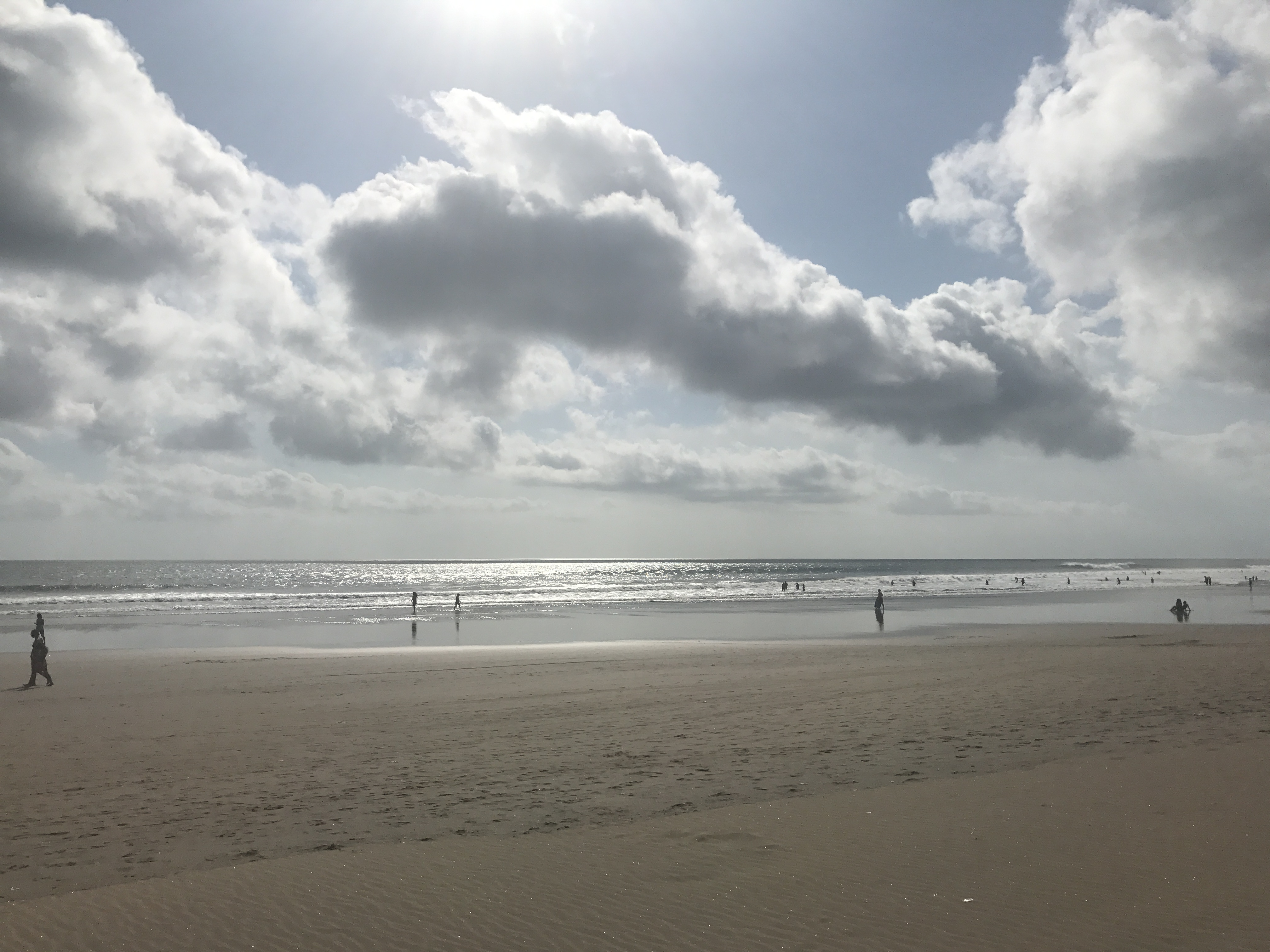
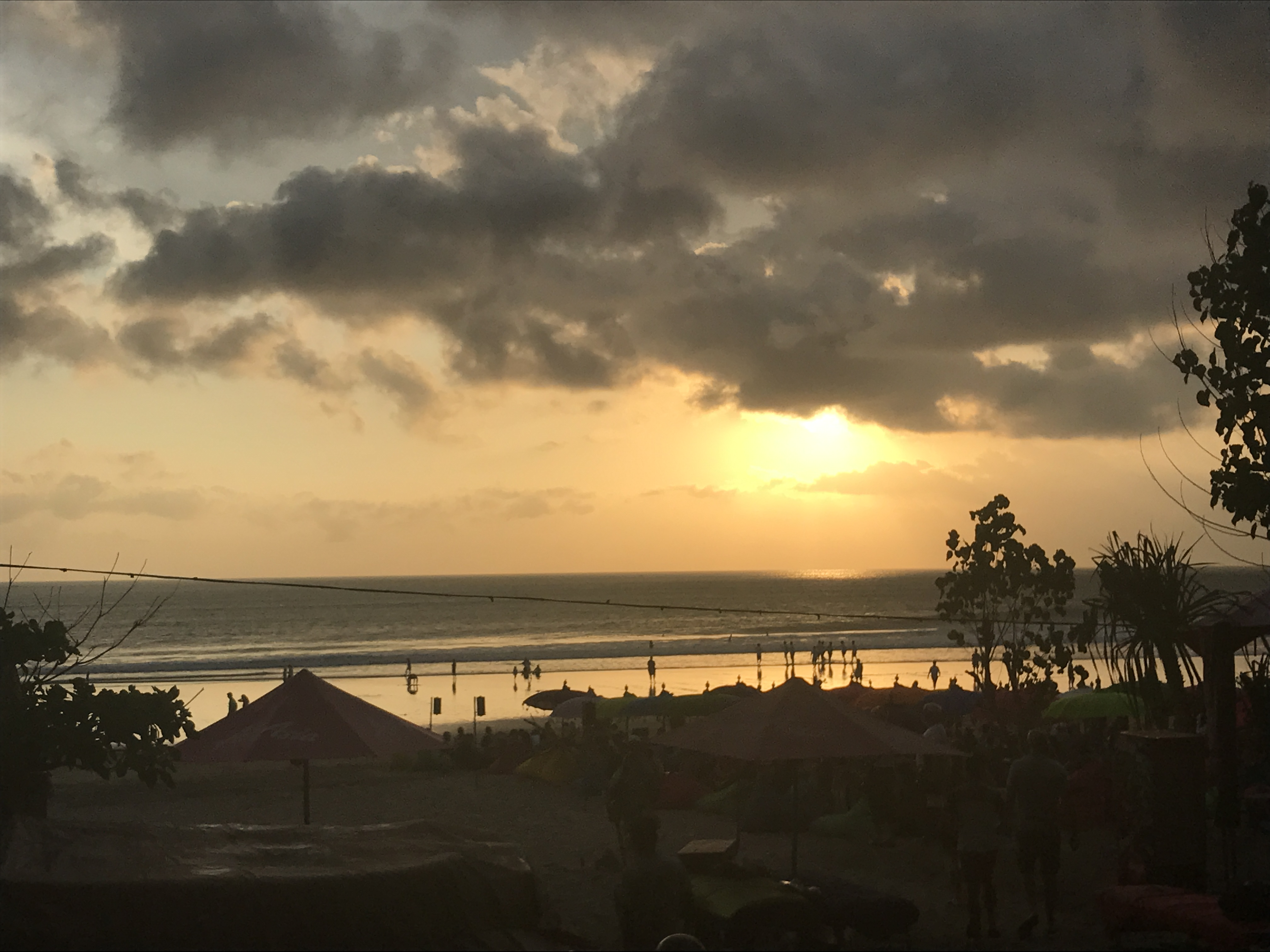
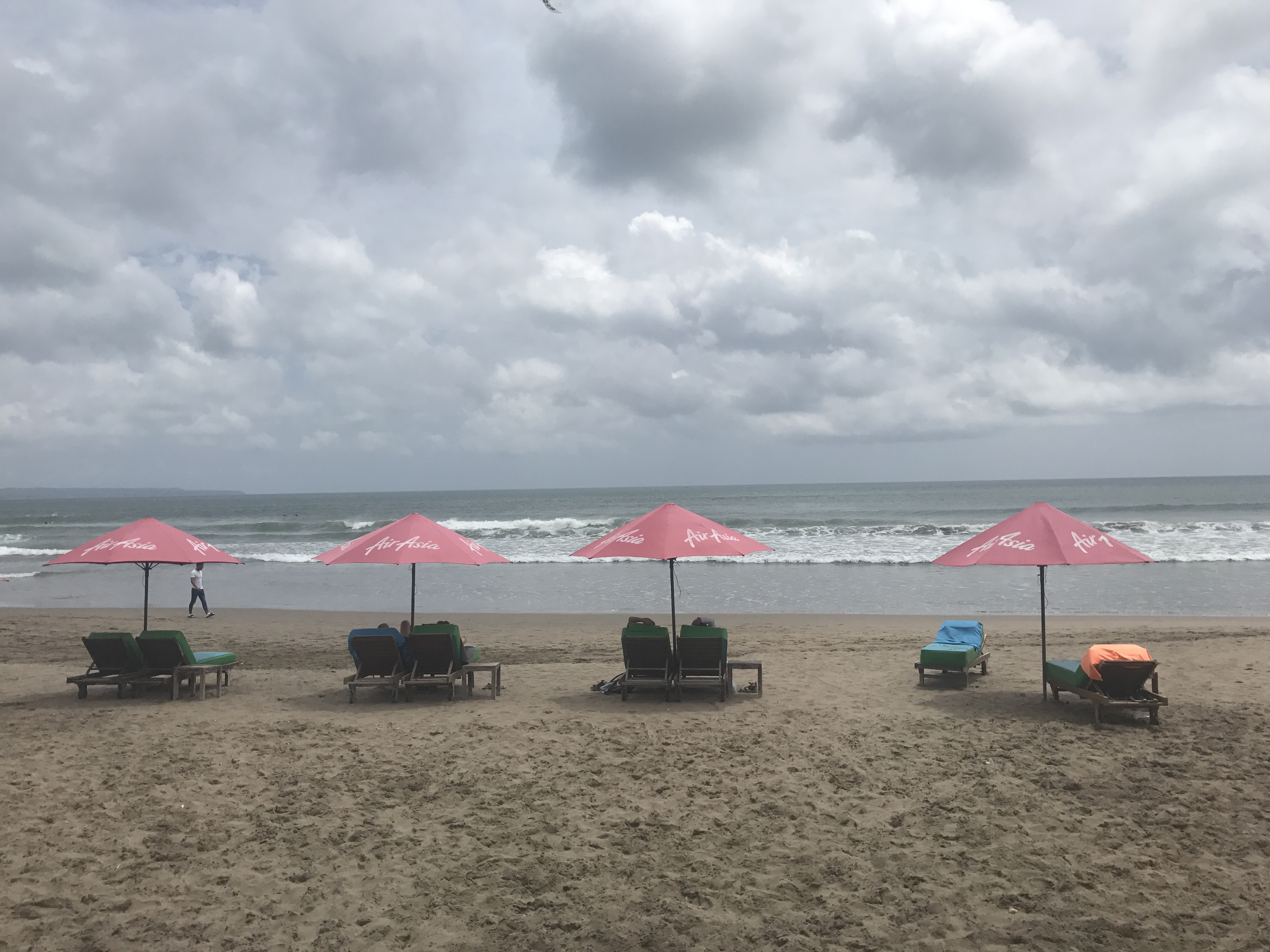
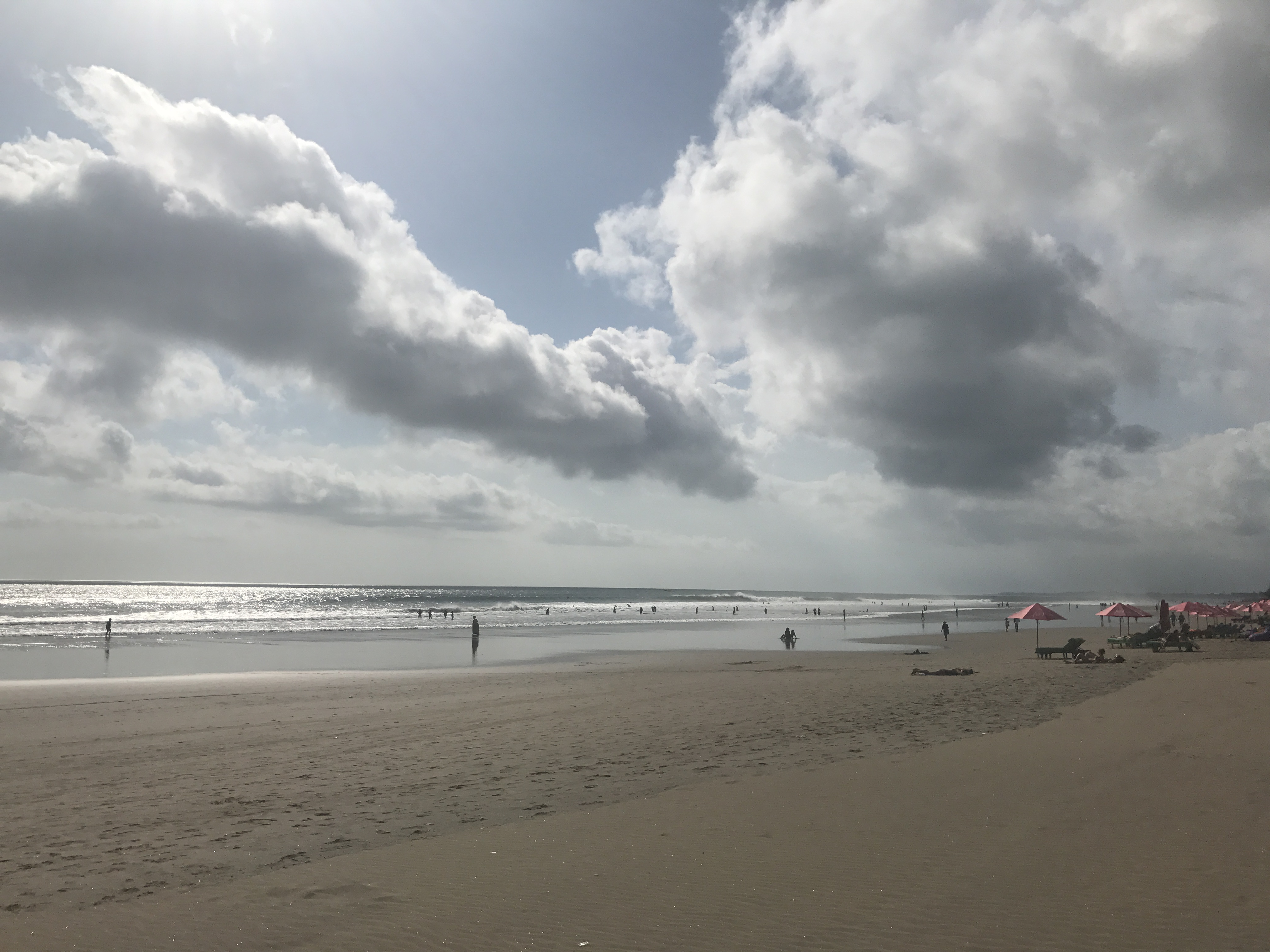